# Зухба, Сергей Ладович
Сергей Ладович Зу́хба (абх. Зыхәба Сергеи Лад-иԥа; 10 июля 1936, Гуп, Абхазская АССР — 27 декабря 2014, Сухум) — советский и абхазский фольклорист, литературовед и литературный критик, доктор филологических наук (1999), доцент Абхазского государственного университета, ведущий научный сотрудник Абхазского института гуманитарных исследований, действительный член Академии наук Абхазии, лауреат Государственных премий имени Д. И. Гулиа (1984) и имени Г. А. Дзидзария (2014).

## Биография
Родился 10 июля 1936 года в селе Гуп, Очамчирский район, Абхазская АССР. Учился в средних школах в Гупе, Ткварчели и Пакуаше.
В 1954—1959 году обучался на отделении абхазского языка и литературы и русского языка и литературы филологического факультета Сухумского государственного педагогического института (ныне Абхазский государственный университет), окончил с отличием. В 1959—1961 годах работал младшим научным сотрудником Абхазского института языка, литературы и истории (ныне Абхазский институт гуманитарных исследований).
В 1961—1964 годах проходил аспирантуру в Институте грузинской литературы имени Ш. Руставели АН Грузинской ССР в Тбилиси по специальности «фольклористика» под руководством Е. Б. Вирсаладзе. В 1967 году защитил диссертацию «Абхазская народная сказка» и получил учёную степень кандидата филологических наук.
С 1964 года вновь работал в Абхазском институте языка, литературы и истории, занимал должности младшего научного сотрудника, с 1969 года — старшего научного сотрудника, с 1978 года — учёного секретаря, с 1989 по 2005 год — заведующего отделом фольклора, позднее — ведущего научного сотрудника.
В 1975—2004 годах по совместительству преподавал в Сухумском государственном педагогическом институте (Абхазском государственном университете), занимал должности старшего преподавателя, с 1980 года — доцента, позднее — профессора. В 1999 году в Институте мировой литературы имени А. М. Горького РАН защитил диссертацию по монографии «Типология абхазской несказочной прозы» и получил учёную степень доктора филологических наук.
В 2004—2012 годах работал по контракту в Адыгейском республиканском институте гуманитарных исследований, занимал там должность старшего научного сотрудника и проходил лечение в Майкопе. Вернулся в Сухум в 2012 году, поскольку там появилось необходимое оборудование. В 2002 году был избран членом-корреспондентом Академии наук Абхазии, позднее — действительным членом.
Был женат на этнографе Елене Михайловне Малиа (1934—2021), воспитал двоих сыновей. Умер 27 декабря 2014 года в Сухуме.

## Деятельность
Деятельность Зухбы имела два основных направления:
- как фольклорист он занимался исследованиями абхазских мифологии и фольклора, абхазо-адыгских фольклорных связей, издал несколько сборников абхазского фольклора;
- как литературовед и литературный критик он занимался исследованиями творчества абхазских писателей и учёных, истории абхазской литературы, абхазско-русских, абхазско-адыгских и абхазско-грузинских литературных связей[3].

## Награды и признание
- Действительный член Академии наук Абхазии[2]
- Действительный член Адыгской (Черкесской) международной академии наук (2007)[2]
- Государственная премия имени Д. И. Гулиа (1984) за монографию «Абхазское народное поэтическое творчество»[14]
- Государственная премия имени Г. А. Дзидзария (2014) за монографию «Абхазская мифология»[3]
- Орден «Честь и слава» II степени[15]
- Член Союза писателей СССР (1981)[3]
- Член Союза писателей Абхазии[3]
- Член Ассоциации писателей Абхазии[2]
- Член Союза журналистов Абхазии[2]

## Память
В 2011 году в Абхазском институте гуманитарных исследований прошла конференция к 75-летию Зухбы.

## Критика
Российская фольклористка Н. М. Чуякова пишет, что монографии «Мифология абхазо-адыгских народов» Зухба «провёл большую и скрупулёзную работу для выявления разбросанных в сочинениях разных авторов с XVIII века сведений о ряде божеств абхазо-адыгского языческого пантеона и подверг … сравнительно-сопоставительному анализу».